# Halldór Björnsson
Halldór Orri Björnsson (Reykjavík, 2 marzo 1987) è un ex calciatore islandese, di ruolo centrocampista.

## Carriera

### Club
Ha giocato nella massima serie dei campionati islandese e svedese.

### Nazionale
Ha esordito con la nazionale islandese nel 2012.

## Palmarès

### Club

#### Competizioni nazionali
- Supercoppa d'Islanda: 1

Stjarnan: 2015